# 小林元子
小林元子（日语：小林 元子，11月12日—），日本女性配音員。Production Ace所屬。Production Ace演技研究所出身。出身於栃木縣。O型血。

## 演出作品
※粗體字表示說明飾演的主要角色。

### 電視動畫
2011年
- R-15（妹B、友人女、女子、女子B）
- 日常（長野原佳乃、電視的聲音[2]）

2014年
- 風雲維新大將軍（遊女、女3）

2018年
- 後街女孩（渡邊）

2021年
- 世界魔女出動！（女子1）

2022年
- 艦隊Collection 總有一天，在那片海（初霜）

### OVA
2014年
- 夫妻成長日記（長尾舞）

### 遊戲
2011年
- 日常〈宇宙人〉（長野原佳乃）

2013年
- 艦隊Collection（初春、若葉、子日、初霜[3]）

2016年
- 死亡魔術（日语：マジシャンズデッド）（克拉麗絲·弗拉納）

2020年
- 戰姬彈珠（阿斯塔爾特[4]）

### 電視節目
- Anison★Cafe 夢丘（日语：アニソン★カフェ ゆめが丘）（神奈川電視台，2009年1月14日－9月25日）

### 網路電視
- 面P腹()（YouTube頻道，2011年）

### 旁白
- 前
- 大

### 廣播節目
※記號表示說明網路廣播。
- 白石稔的認真卻無知電台（日语：白石稔のガチ無知ラジオ）（2010年，Lantis web radio（日语：ランティスウェブラジオ））※
- Marronni☆Yell電台「Marro Radio」（日语：まろに☆えーる#ラジオ）（2013年－2017年，YouTube）※
- Marronni☆Yell的Marro Radio（日语：まろに☆えーる#ラジオ）（2018年－播放中，栃木放送）[5]

### 舞台
- 骨髄移植推進活動音樂劇 迎向未來（園田遙）
- ani☆yume 2nd season 東京惠比壽 AMG禮堂定期公演（正規出演全11回：2009年12月25日－2010年5月1日）

### 舞蹈
- 東京
- F浦安
- adidas

### 其它活動
- 栃木電視台動畫官方網站吉祥物「栃木在地偶像「Marronni☆Yell（日语：まろに☆え〜る）」」（瓜田瑠梨）

## 音樂作品

### 歌手參加作品
- 「Tick Tack」電視劇《愛在貓咪療癒時》片頭主題曲（nico）

### 角色歌曲
| 發行日期 | 標題   | 名義                 | 曲名                                                           | 備註                      |
| 2016年   | 2016年 | 2016年               | 2016年                                                         | 2016年                    |
| -------- | ------ | -------------------- | -------------------------------------------------------------- | ------------------------- |
| 1月17日  |        | [ 成員 1 ]           | 「☆YELL!」 「Suger&Spice」 「2人愛証並私」 「手紙」 「日光和」 | 《Marronni☆Yell》相關歌曲 |
| 2017年   |        |                      |                                                                |                           |
| 5月4日   | 2      | [ 成員 1 ]           | 「Cosmic Fanfaration！」 「！」                                | 《Marronni☆Yell》相關歌曲 |
| 5月4日   | 2      | 瓜田瑠梨（小林元子） | 「」                                                           | 《Marronni☆Yell》相關歌曲 |

## 腳註

## 外部連結
- Production Ace公式官網的聲優簡介 （页面存档备份，存于） （日語）
- （日語）－小林元子的官方個人部落格。
- 小林元子的X（前Twitter）